# Клетва (песен)
Клетва е сред най-известните и популярни песни на „Щурците“, с автор Кирил Маричков.
Първото ѝ изпълнение е във филма „Вчера“ през 1988 година, в сцената, в която учениците правят кървава клетва да останат приятели и побратими. През 1996 година песента е презаписана и издадена в албума на Кирил Маричков Зодия Щурец и в няколко компилации от групата „Щурците“. През 2008 година британската инди-поп група „Лейдитрон“ издава версия на тази песен в албума си Velocifero.